# Futbol Club Barcelona Bàsquet 2016-2017
Questa voce raccoglie le informazioni riguardanti il Futbol Club Barcelona Bàsquet nelle competizioni ufficiali della stagione 2016-2017.

## Stagione
La stagione 2016-2017 del Futbol Club Barcelona Bàsquet è la 59ª nel massimo campionato spagnolo di pallacanestro, la Liga ACB.

## Roster
Aggiornato al 14 luglio 2018.
| FC Barcelona Lassa 2016-17 | FC Barcelona Lassa 2016-17 |
| Giocatori                  | Staff tecnico              |
| -------------------------- | -------------------------- |

| N. | Naz.                                                     | Ruolo | Nome                    | Anno | Alt.   | Peso   |  |
| -- | -------------------------------------------------------- | ----- | ----------------------- | ---- | ------ | ------ |  |
| 1  | Stati Uniti (bandiera)                                   | P     | Xavier Munford          | 1992 | 193 cm | 78 kg  |  |
| 2  | Stati Uniti (bandiera) · Montenegro (bandiera)           | P     | Tyrese Rice             | 1987 | 185 cm | 86 kg  |  |
| 3  | Stati Uniti (bandiera)                                   | AG    | Jonathan Holmes         | 1992 | 204 cm | 110 kg |  |
| 5  | Stati Uniti (bandiera) · Kosovo (bandiera)               | AG    | Justin Doellman         | 1985 | 206 cm | 95 kg  |  |
| 6  | Stati Uniti (bandiera)                                   | C     | Joey Dorsey             | 1983 | 203 cm | 125 kg |  |
| 8  | Spagna (bandiera)                                        | G     | Pau Ribas               | 1987 | 194 cm | 95 kg  |  |
| 9  | Nigeria (bandiera)                                       | C     | Shane Lawal             | 1986 | 208 cm | 102 kg |  |
| 10 | Spagna (bandiera)                                        | AG    | Víctor Claver           | 1988 | 208 cm | 107 kg |  |
| 11 | Spagna (bandiera)                                        | G     | Juan Carlos Navarro (C) | 1980 | 192 cm | 82 kg  |  |
| 13 | Brasile (bandiera) · Spagna (bandiera)                   | C     | Vitor Faverani          | 1988 | 210 cm | 118 kg |  |
| 14 | Bulgaria (bandiera)                                      | AG    | Aleksandăr Vezenkov     | 1995 | 206 cm | 102 kg |  |
| 16 | Serbia (bandiera) · Spagna (bandiera)                    | PG    | Stefan Peno             | 1997 | 193 cm | 91 kg  |  |
| 17 | Lettonia (bandiera)                                      | A     | Rodions Kurucs          | 1998 | 206 cm | 100 kg |  |
| 18 | Spagna (bandiera)                                        | P     | Pol Figueras            | 1998 | 185 cm | 80 kg  |  |
| 20 | Svezia (bandiera) · Spagna (bandiera)                    | AP    | Marcus Eriksson         | 1993 | 201 cm | 87 kg  |  |
| 21 | Senegal (bandiera) · Spagna (bandiera)                   | C     | Moussa Diagne           | 1994 | 211 cm | 103 kg |  |
| 24 | Stati Uniti (bandiera) · Spagna (bandiera)               | G     | Brad Oleson             | 1983 | 191 cm | 88 kg  |  |
| 25 | Finlandia (bandiera)                                     | G     | Petteri Koponen         | 1988 | 194 cm | 88 kg  |  |
| 28 | Brasile (bandiera)                                       | C     | Wesley Sena             | 1996 | 210 cm | 100 kg |  |
| 30 | Stati Uniti (bandiera) · Bosnia ed Erzegovina (bandiera) | P     | Alex Renfroe            | 1986 | 191 cm | 77 kg  |  |
| 33 | Grecia (bandiera)                                        | AP    | Stratos Perperoglou     | 1984 | 203 cm | 104 kg |  |
| 44 | Croazia (bandiera)                                       | C     | Ante Tomić              | 1987 | 217 cm | 119 kg |  |
| -  | Senegal (bandiera) · Spagna (bandiera)                   | C     | Atoumane Diagne         | 1998 | 215 cm | 104 kg |  |
| -  | Spagna (bandiera)                                        | A     | Màxim Esteban           | 1998 | 200 cm | 94 kg  |  |
| -  | Spagna (bandiera)                                        | A     | Sergi Martínez          | 1999 | 202 cm | 90 kg  |  |

| Allenatore                                                                                    |
| - Giōrgos Mpartzōkas                                                                          |
| Assistente/i                                                                                  |
| - Josep Maria Berrocal - Chrīstos Pappas Legenda - (C) Capitano - (IN) Inattivo - Infortunato |

## Mercato

### Sessione estiva
| Acquisti | Acquisti          | Acquisti         | Acquisti      | Acquisti |
| R.a      | Nome              | da               | Modalità      |          |
| -------- | ----------------- | ---------------- | ------------- | -------- |
| P        | Tyrese Rice       | Chimki           | definitivo    |          |
| AG       | Víctor Claver     | Lokomotiv Kuban' | definitivo    |          |
| G        | Petteri Koponen   | Chimki           | definitivo    |          |
| C        | Wesley Sena       | Bauru            | definitivo    |          |
| AG       | Emir Sulejmanović | Barcellona B     | fine prestito |          |
| G        | Marc García       | Barcellona B     | fine prestito |          |
| P        | Ludvig Håkanson   | Real Betis       | fine prestito |          |

| Cessioni | Cessioni          | Cessioni         | Cessioni       | Cessioni |
| R.       | Nome              | a                | Modalità       |          |
| -------- | ----------------- | ---------------- | -------------- | -------- |
| G        | Álex Abrines      | Oklahoma Thunder | rescissione    |          |
| P        | Carlos Arroyo     | Leones de Ponce  | fine contratto |          |
| G        | Tomáš Satoranský  | Wash. Wizards    | fine contratto |          |
| C        | Moussa Diagne     | Fuenlabrada      | prestito       |          |
| AG       | Emir Sulejmanović | Cibona Zagabria  | fine contratto |          |
| C        | Samardo Samuels   | Jiangsu Dragons  | rescissione    |          |
| G        | Marc García       | Real Betis       | prestito       |          |
| P        | Ludvig Håkanson   | Fuenlabrada      | prestito       |          |
| AC       | Eric Vila         | Texas A&M Aggies | fine contratto |          |

### Dopo l'inizio della stagione
| Acquisti | Acquisti        | Acquisti      | Acquisti         | Acquisti              |
| R.       | Nome            | da            | Data             | Modalità              |
| -------- | --------------- | ------------- | ---------------- | --------------------- |
| AG       | Jonathan Holmes | Canton Charge | 5 novembre 2016  | definitivo            |
| P        | Alex Renfroe    | Bayern Monaco | 29 novembre 2016 | definitivo            |
| C        | Vitor Faverani  | Murcia        | 15 gennaio 2017  | definitivo (250000 €) |
| C        | Moussa Diagne   | Fuenlabrada   | 25 gennaio 2017  | fine prestito         |
| P        | Xavier Munford  | Greens. Swarm | 3 febbraio 2017  | definitivo            |

| Cessioni | Cessioni        | Cessioni      | Cessioni        | Cessioni       |
| R.       | Nome            | a             | Data            | Modalità       |
| -------- | --------------- | ------------- | --------------- | -------------- |
| AG       | Jonathan Holmes | Canton Charge | 7 gennaio 2017  | fine contratto |
| C        | Joey Dorsey     | Free agent    | 18 gennaio 2017 | rescissione    |
| C        | Wesley Sena     | Free agent    | 3 febbraio 2017 | rescissione    |
| C        | Shane Lawal     | Free agent    | 12 maggio 2017  | rescissione    |
| C        | Vitor Faverani  | Free agent    | 18 maggio 2017  | rescissione    |